# Krim-Operation
1914

Ostpreußische Operation (Stallupönen, Gumbinnen, Tannenberg, Masurische Seen) – Galizien (Kraśnik, Komarów, Gnila Lipa, Lemberg,
Rawa Ruska) – Przemyśl – Weichsel – Krakau – Łódź – Limanowa–Lapanow – Karpaten
1915

Humin – Masuren – Zwinin – Przasnysz – Gorlice-Tarnów – Bug-Offensive – Narew-Offensive – Großer Rückzug – Nowogeorgiewsk – Rowno – Swenziany-Offensive
1916

Naratsch-See – Brussilow-Offensive – Baranowitschi-Offensive
1917

Aa – Kerenski-Offensive (Zborów) – Tarnopol-Offensive – Riga – Unternehmen Albion
1918

Operation Faustschlag – Krim
Die Krim-Operation (ukrainisch Кримська операція) war eine Militäroffensive der Streitkräfte des Deutschen Kaiserreichs und der Ukrainischen Volksrepublik im April 1918 gegen die Bolschewiki auf der Krim während des Ersten Weltkrieges.

## Geschichte

### Vorbereitung

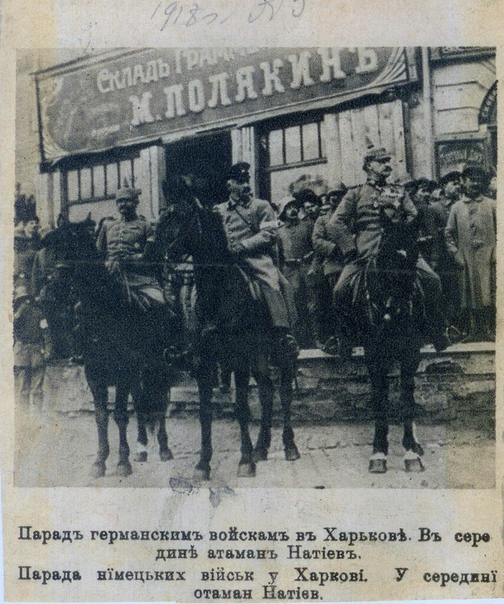
Deutsch-ukrainische Militärparade in Charkiw, mit Generaloberst Oleksandr Natijew in der Mitte (1918)

Als Reaktion auf die Oktoberrevolution proklamierten die Krimtataren im November 1917 die Volksrepublik Krim. Ab Ende November 1917 kam es zu Verhandlungen zwischen den Mittelmächten und der Sowjetregierung, die am 15. Dezember 1917 zu einem Waffenstillstand an der bisherigen Ostfront der Mittelmächte führten. Im Januar 1918 eroberte die Rote Armee die Halbinsel Krim und rief im März die Sozialistische Sowjetrepublik Taurida aus. Die Bolschewiki ermordeten im Zuge des Roten Terrors durch ethnische Säuberungen mehrere tausend Einwohner, darunter Präsident Noman Çelebicihan. Einige Beamte der Regierung, wie Dschafer Sejdamet, konnten entkommen, ersuchten in Kiew um politisches Asyl und baten die Streitkräfte der Mittelmächte und der Ukrainischen Volksrepublik um militärische Hilfe. Während der Verhandlungen zum Brotfrieden waren die Deutschen bereit, die Kontrolle der Krim durch die ukrainische Regierung anzuerkennen. Der die Regierung vertretende Sozialist Wsewolod Holubowytsch lehnte dies mit Bezug auf das Selbstbestimmungsrecht der Völker und unter Berufung auf das Recht der Krimtataren, ihren eigenen Staat zu bilden, ab, obwohl die Tataren zur Anerkennung eines ukrainischen Protektorats bereit waren, solange die Krim ihre Autonomie behielte. Gemäß den Vereinbarungen besetzten deutsche Truppen im Frühjahr 1918 die Ukraine, um bei der Vertreibung der Bolschewiki zu helfen (vgl.: Operation Faustschlag). Für das Deutsche Reich stellte die Halbinsel einen wichtigen Brückenkopf zum Südkaukasus dar (vgl.: Deutsche Kaukasusexpedition), weshalb das Einsetzen einer Marionettenregierung in Erwägung gezogen wurde. Die deutschen Truppen erhielten am 21. März 1918 den Befehl, die Krim einzunehmen.

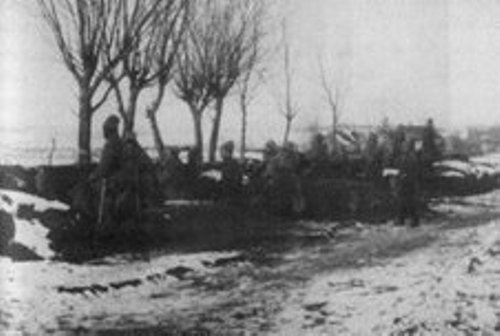
Truppen des Saporischschja-Korps (1918)

Am 10. April gab der Verteidigungsminister Oleksandr Schukiwskyj im Namen der ukrainischen Regierung Generaloberst Oleksandr Natijew eine geheime Anweisung, die Krim und die Schwarzmeerflotte zu erobern. Er sollte eine Gruppe unter dem Kommando von Oberstleutnant Petro Bolbotschan, dem Kommandeur der 1. Division des Saporischschja-Korps und des 2. Infanterieregiments, wählen und zur Krim schicken. Laut Schukiwskyj wurden diese Pläne mit Vertretern der höchsten militärischen und politischen Führung, wie dem Vorsitzenden der Zentralna Rada Mychajlo Hruschewskyj und dem Premierminister der Regierung Holubowytsch, vereinbart. Formell sollte Bolbotschan mit den Deutschen, die mit der Ukrainischen Volksrepublik verbündet waren, zusammenarbeiten. Sie boten ihre Hilfe in Form von Truppen, bewaffneten Zügen und schwerer Artillerie an. Bolbotschan lehnte die Hilfe ab, da er laut der Anweisung des Verteidigungsministers schneller als die Verbündeten sein sollte.
Das ukrainische Militär agierte unabhängig von den Deutschen. Mitte April bewegten die Truppen der beiden Armeen sich aus unterschiedlichen Richtungen zur Krim. Am 18. April erreichten Bolbotschans Truppen Melitopol.
Deutsche Einheiten unter der Führung General Robert Koschs kamen von Nordwesten. Sie bestanden aus der 212. und der 217. Infanteriedivision sowie der Bayerischen Kavallerie-Division. Außerdem wurden sie von der in der Gegend von Melitopol stationierten 15. Landwehrdivision unterstützt. Sie planten, die Krim über die Landenge von Perekop zu stürmen.
Bolbotschans aus ungefähr 9000 Soldaten bestehende Truppen bewegten sich vom Nordosten Melitopols aus zur Krim. Sie bestanden aus dem von Bolbotschan selbst geführten 2. Saporischschja-Infanterieregiment, dem 1. Saporischschja-Pferde-Hajdamakenregiment unter der Führung Wsewolod Petriws und der Saporischschja-Pferde- und Artilleriedivision unter der Führung Oleksa Almasiws. Ihre Ausrüstung bestand aus schweren Waffen, gepanzerten Fahrzeugen und mindestens zwei bewaffneten Zügen. Sie planten, die Krim über den Sywasch zu betreten.
Die Streitkräfte der Bolschewisten bestanden aus bis zu 6000 Kämpfern. Sie planten, beide Wege zur Krim zu verteidigen. Mit 3500 war ihr Großteil in der Gegend von Perekop stationiert, wo sie einen deutschen Durchbruch erwarteten. Einige bolschewistische Führer schlugen vor, die Landenge von Perekop zu fluten, wodurch sich die Krim in eine Insel verwandelt hätte, die mit Hilfe der Schwarzmeerflotte hätte verteidigt werden können. Die Umsetzung dieser Idee wurde aufgrund von Ausrüstungsmangel und der Ablehnung des Großteils der Flotte, sich an den Kampfhandlungen zu beteiligen, verhindert.

### Verlauf

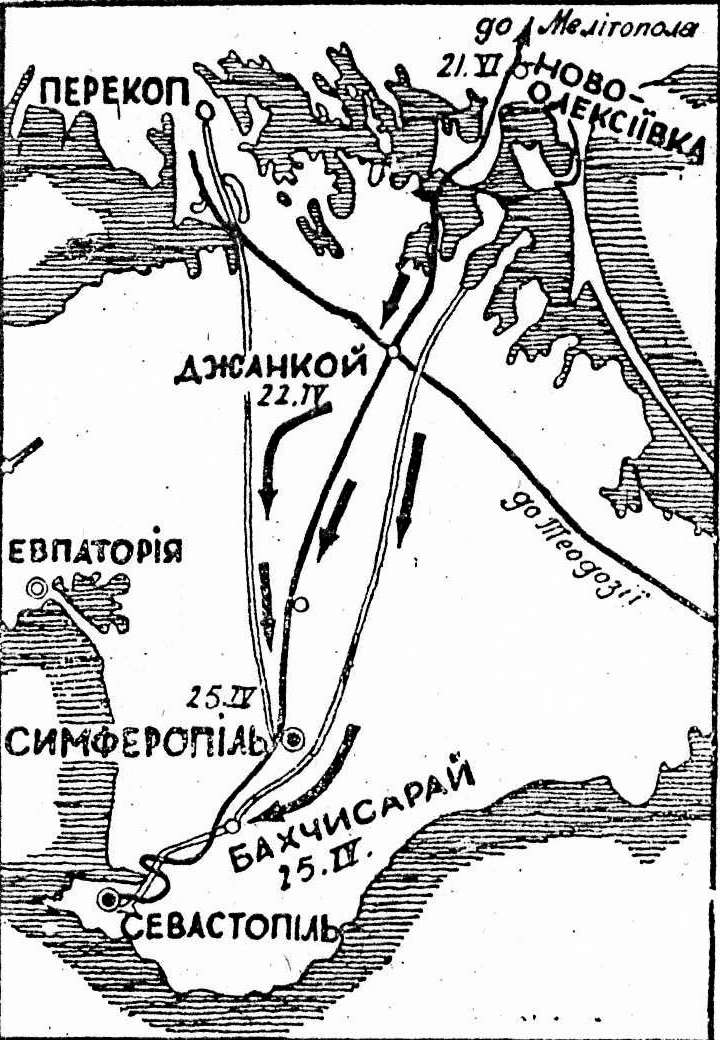
Karte des Verlaufs der Krim-Operation, mit Perekop im Nordwesten und Sewastopol im Südwesten

Am 18. April griffen die Deutschen Perekop an. Die Schlacht dauerte einen Tag und endete mit der vollkommenen Niederlage der Bolschewisten. Die bolschewistische Artillerie hatte ihre Munition verbraucht und zog sich zurück, woraufhin die Infanterie ihr folgte. Mit dem Bruch der Verteidigung marschierten die Deutschen ungehindert tief in die Krim. Am 19. April informierte die ukrainische Regierung deutsche Repräsentanten darüber, dass ihrer Ansicht nach die Schwarzmeerflotte zur Ukraine gehöre und sie plane, die Kontrolle über sie zu etablieren.
Die Kurultai der Krimtataren mobilisierte ihre eigenen bewaffneten Einheiten. Die Bolschewisten warfen ihr vor, eine mit der Zentralna Rada kollaborierende Militärdiktatur zu installieren, und trieben ihre Leiter in den Untergrund oder ins Osmanische Reich. Am 21. April erhoben sich die Krimtataren in einer bewaffneten Rebellion entlang der Südküste und der Berge, welche die Streitkräfte der Sowjetrepublik Taurida nicht niederschlagen konnten. Die Rebellen nahmen den Großteil der Regierungsmitglieder Tauridas gefangen und richteten sie hin.
Da der Zusammenbruch der Verteidigung der Landenge von Perekop die Verteidigung des Sywasch gefährdete, weil die Deutschen hinter die bolschewistischen Linien kommen konnten, zogen sie sich zurück. Bolbotschans Truppen begannen am 21. April die Invasion. Der einzige Weg von der Halbinsel Tschonhar zur Krim führte über eine verminte Eisenbahnbrücke. Sie schickten einen Wagen über die Brücke, der hinter die bolschewistische Linie fuhr, worauf dessen Insassen die Bolschewisten mit Granaten bewarfen und mit Maschinengewehren beschossen. Es gelang ihnen, eine Mine zur Detonation zu bringen, eine weitere wurde von den Ukrainern neutralisiert. Nachdem sie die bolschewistischen Artillerieschützen ausgeschaltet hatten, schickten sie zwei bewaffnete Züge über die Brücke, die den bolschewistischen Gegenangriff abwehrten. Am Morgen des 22. April waren die Brücke über Tschonhar und die Brückenverteidigungen am Ufer unter minimalen Verlusten in ukrainische Hand geraten. Nachdem Bolbotschan Kosch über die Eroberung des Sywasch informiert hatte, forderte er ihn auf, die ukrainische Offensive zu unterbrechen und einem bewaffneten deutschen Zug Durchlass zu gewähren. Die Bayerische Kavallerie-Division eroberte Dschankoj und rückte auf Feodossija vor. Am 23. April besiegten die Ukrainer die Bolschewisten nahe Sarabus (Rajon Simferopol). Am folgenden Tag nahmen sie beinahe ohne Widerstand Simferopol ein. Die erbeuteten Waffen stärkten Bolbotschans Division. Neue Freiwillige traten bei, darunter eine Abteilung berittener Krimtataren. Am 25. April eroberten sie Bachtschyssaraj. Die Bolschewisten telegrafierten an die Zentralna Rada eine Anfrage nach einem Waffenstillstand.

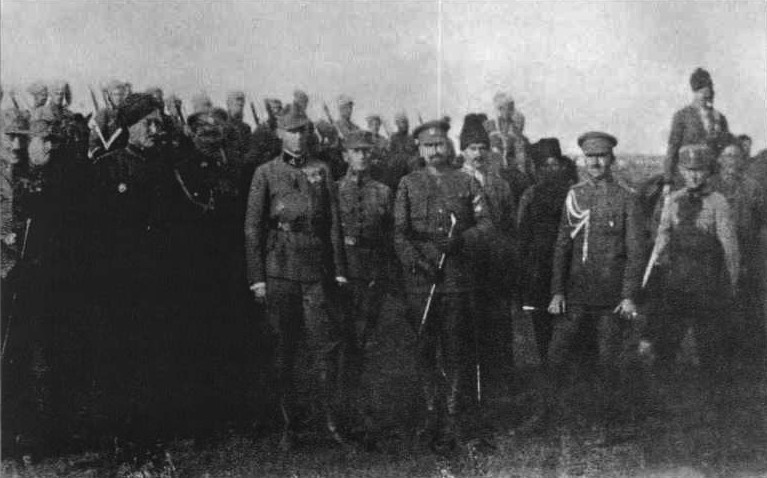
Treffen der Sitscher Schützen mit Bolbotschan (Vordergrund, Zweiter von rechts) und Wilhelm Franz von Habsburg-Lothringen (links daneben) in Oleksandriwsk (April 1918)

Die Bewohner der Krim, die von der bolschewistischen Herrschaft erschöpft waren, sahen das ukrainische Militär als Befreier an und wünschten die Etablierung einer starken ukrainischen Regierung. Der Beginn freundlicher Beziehungen zwischen Ukrainern und Krimtataren, der Besuch General Natijews beim krimtatarischen Parlament und der Beitritt krimtatarischer Freiwilliger zu den ukrainischen Einheiten führten zu Spannungen mit den Deutschen, da sie befürchteten, dass sich in Zukunft zwischen Ukrainern und Krimtataren ein starkes Bündnis entwickeln könnte. Außerdem glaubten die Deutschen, sie hätten den Großteil der Kämpfe ausgefochten und das ukrainische Militär habe die Situation ausgenutzt. Die Deutschen waren fest davon überzeugt, dass die Krim offiziell kein Teil der Ukrainischen Volksrepublik war und dass die deutschen Truppen, die sie erobert hatten, ihr Territorium kontrollieren sollten.

### Deutsche Übernahme und ukrainischer Abzug
Deutsche Vertreter forderten von der Regierung in Kiew, das ukrainische Militär von der Krim abzuziehen. Bolbotschans Truppen sollten die Waffen niederlegen, ihr militärisches Eigentum zurücklassen und die freiwilligen Einheiten, die ihre Division verstärkten, auflösen. Bolbotschan lehnte das unter Berufung auf den Befehl der ukrainischen Regierung ab. Während der Verhandlungen mit Bolbotschan bezog sich Kosch auf Aussagen von Regierungsbeamten des ukrainischen Verteidigungsministeriums, wonach sie angeblich nichts von Bolbotschan und seinen Truppen wussten, dass das Ministerium keine Anweisungen für Operationen in der Krim gegeben habe und dass die Krim laut der ukrainischen Regierung ein unabhängiger Staat sei. Die Führung der Ukrainischen Volksrepublik wollte die Beziehungen zum Verbündeten nicht verderben.
Die ukrainische Regierung erklärte, Bolbotschan habe nicht unter ihrem direkten Befehl gehandelt. Schukiwskyj befahl ihm, alle Bedingungen der Deutschen zu akzeptieren. Am 27. April wurde der Befehl, die ukrainischen Truppen aus der Krim abzuziehen, offiziell übermittelt. Die freiwilligen Einheiten wurden aufgelöst, jedoch widersetzten Bolbotschans Truppen sich der deutschen Anordnung, ihre Waffen abzugeben, und er führte sie nach Oleksandriwsk.

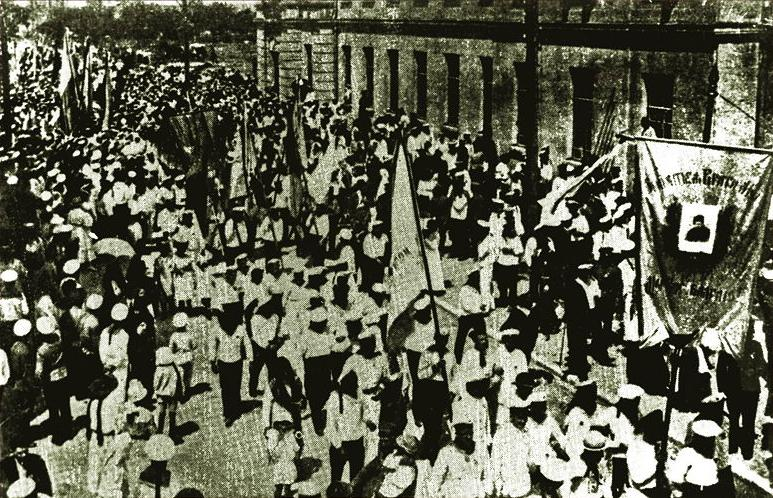
Pro-ukrainische Demonstration der Seeleute der Schwarzmeerflotte in Sewastopol (April 1918)

Die Bolschewisten hielten Sewastopol noch drei Tage. Am 29. April erklärte der Kommandeur der Schwarzmeerflotte Michail Sablin unter dem patriotischen Druck der ukrainischen Mehrheit der Schiffsbesatzungen der Flotte und der ukrainischen Gemeinde Sewastopols offiziell die gesamte Flotte zum Eigentum der Ukrainischen Volksrepublik und gab den Befehl, ukrainische Flaggen auf den Schiffen und der Festung Sewastopols zu hissen. Die Seeleute warteten auf die Ankunft der ukrainischen Truppen und beabsichtigten, ihnen die Kontrolle zu überlassen. Das wurde wegen der Gefahr einer Konfrontation mit den zahlenmäßig überlegenen Deutschen verhindert. Am 30. April fiel Sewastopol an die Deutschen.

### Nachwirkung
Generäle wie Natijew und Kostjantyn Prissowskyj verließen als Folge der widersprüchlichen Anweisungen der ukrainischen Regierung das Militär.
Die Schwarzmeerflotte zog sich nach der deutschen Übernahme nach Noworossijsk zurück. Später erklärten einige der Besatzungsmitglieder der Schiffe ihre Loyalität zur Ukraine, hissten ukrainische Flaggen und stimmten dafür, nach Sewastopol und unter deutsche Kontrolle zurückzukehren. Auf dem Weg wurde die Flotte von einem bolschewistischen Zerstörer angegriffen und das Dreadnought-Schlachtschiff Imperatriza Jekaterina versenkt. Die Überlebenden wurden zum Kern des Russischen Geschwaders.
Die Etablierung ukrainisch-krimtatarischer Beziehungen bestätigte die historischen und kulturellen Verbindungen zwischen der Krim und der Ukraine und das gemeinsame politische Interesse beider Völker.

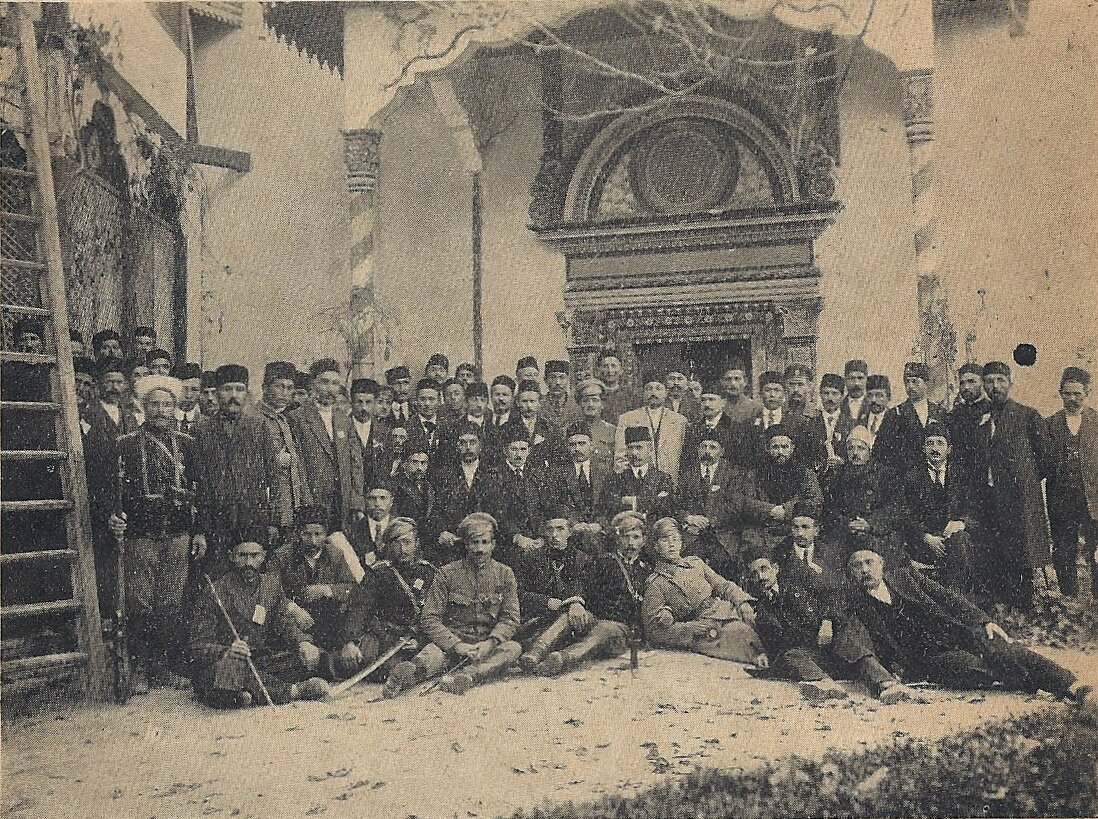
Kurultai der Krimtataren (1917)

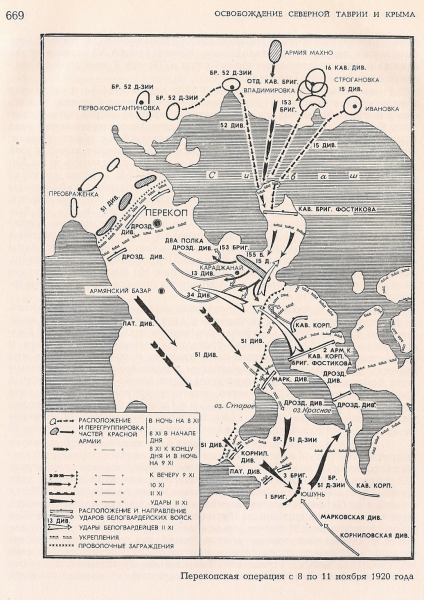
Karte des Verlaufs der Eroberung der Landenge von Perekop durch die Bolschewisten (November 1920)

Innerhalb einer Woche nach der vollkommenen deutschen Besetzung der Krim verhandelte die tatarische Führung den Wiederaufbau der Kurultai und so viel Autonomie wie möglich. Am 12. Mai 1918 wurde Dschafer Sejdamet zum krimtatarischen Premierminister ernannt. Seine nationalistischen Ansichten waren für Kosch zu extrem, sodass er ihn nicht als Premierminister anerkennen wollte, jedoch erlaubte er der Kurultai als Versammlung für die Tataren zu funktionieren, solange sie Akzeptanz gegenüber den Deutschen und anderen Völkern der Krim zeigen würden. Nach einer beträchtlichen Menge an Keiferei und Verhandlungen einigten sich die tatarische Führung und das deutsche Kommando auf die Gründung einer neuen Regierung der Krim, die den Deutschen unterstellt sein sollte. Die Tataren erhielten von den Deutschen eine bevorzugte Behandlung, da sie die Wichtigkeit der Kurultai anerkannten. Die Milli Idare, die nationale krimtatarische Verwaltung, die von den Deutschen die Erlaubnis erhielt, krimtatarische Angelegenheiten zu handhaben, appellierte an die osmanische Regierung und Öffentlichkeit um die Unterstützung der Gründung eines unabhängigen Staates. Die Regierung der Krim hatte die russische und ukrainische Bevölkerung bis zu einem gewissen Grad von seiner Führung ausgeschlossen. Am 5. Juni 1918 hielt sie ihre letzte Sitzung ab. Jakub Kemal und Jussejn Badaninskyj, zwei Mitglieder der Kurultai und führende Intellektuelle, besuchten den deutschen Botschafter in Istanbul Johann Heinrich von Bernstorff. Er versicherte ihnen, dass „Deutschland die Gründung der Krim als unabhängigen Staat unterstützen würde.“ Eine weitere starke politische Macht auf der Krim war die Konstitutionell-Demokratische Partei (KD). Sie war gegen die Unabhängigkeit der Krim und stimmte einer provisorischen Regierung nur zu, bis die Bolschewisten vertrieben und der russische Staat wiederhergestellt würde. Außerdem war sie dagegen, dass diese Regierung von dem Vertreter der Krimtataren Dschafer Sejdamet geleitet würde, der vom deutschen Kommando unterstützt wurde. Die Deutschen betrachteten die Krim als wichtiges strategisches Gebiet und eine potentielle wirtschaftliche Ressource. Sie waren mit jeder Regierungsform zufrieden, die ihren Interessen dienen würde. Am 5. Juni erhielt der lipka-tatarische Generalleutnant der russischen Armee Maciej Sulkiewicz den Befehl, ein neues Kabinett zu gründen, das den Streit zwischen tatarischen und russischen Politikern beenden sollte. Die Kurultai und die KD hielten Verhandlungen in Simferopol ab, bei der die Gründung einer Koalitionsregierung vorgeschlagen wurde, die aus Krimtataren, Krimdeutschen und KD-Mitgliedern bestehen sollte. Dieses neue Kabinett war schwer zugunsten von reaktionären russischen Beamten gewichtet. Die tatarische Führung protestierte und zwang Sulkiewicz, das Kabinett umzustrukturieren. Mit der Erlaubnis des Kommandos der deutschen Streitkräfte gründeten die krimtatarischen Delegierten am 25. Juni 1918 eine Marionettenregierung unter Sulkiewicz. Die ersten Wochen der neuen Regierung der Krim wurden mit relativ unwichtiger Umbesetzung statt mit kritischen Staatsangelegenheiten verbracht. Im Juli 1918 wurde Berlin von Diplomaten aus der Krim besucht. Sie schlugen die Etablierung spezieller wirtschaftlicher Verbindungen zwischen Deutschland und der Krim, von denen beide profitieren würden, und so viel Selbstverwaltung für die Krim wie möglich vor. Im August 1918 gewährten die Deutschen der Regierung der Krim ein erhebliches Darlehen. Weitere Handelsabkommen für Nahrungsmittel aus der Krim nach Deutschland im Austausch für militärische Ausrüstung wurden formalisiert. Zudem wurde dem Kabinett erlaubt, überall in der Krim örtliche Verwaltungsorgane ohne deutsche Einmischung zu gründen. In wissenschaftlichen Arbeiten wird die Effektivität dieser Abkommen angezweifelt. Laut sowjetischen Quellen soll der Export von Nahrungsmitteln Nöte für die Arbeiter und Bauern geschaffen haben und laut westlichen Quellen habe Sulkiewiczs Regierung den Bezug zu der tatarischen und russischen Bevölkerung verloren. Außerdem habe Deutschland sich geweigert, den Krimtataren Autorität zu gewähren. Im September 1918 initiierten die Behörden der Ukraine und der Krim einen Vertrag, unter dem die Krim ein autonomer Teil der Ukraine mit seinem eigenen Parlament, eigenen territorialen Streitkräften, eigener Verwaltung und einem permanenten Staatssekretär in der ukrainischen Regierung werden sollte.
Der Vertrag konnte aufgrund der Besetzung der Krim durch russische anti-bolschewistische Streitkräfte, die von den westlichen Alliierten unterstützt wurden, nicht in Kraft treten. Sulkiewiczs Regierung und die tatarische Herrschaft wurden durch eine steigende Zahl russischer Offiziere und Landbesitzer, die nach erfolglosen militärischen Aktivitäten auf der Krim ankamen, geschwächt. Am 17. Oktober 1918 hielten die Russen eine Versammlung in Simferopol ab, in der sie eine komplette Umkehr der deutschen Politik forderten. Zum Beispiel weigerten sie sich, die Kurultai, ihren Anspruch, die nicht-tatarischen Elemente der Krim zu vertreten, das Prinzip der Unabhängigkeit der Krim und die Zusammensetzung von Sulkiewiczs Regierung anzuerkennen. Die Versammlung war der Ansicht, die Regierung würde die russischen und ukrainischen Elemente der Krim benachteiligen. Das deutsche Kommando fügte sich den Forderungen der Versammlung, da sie hoffte, die Unterstützung der russischen Bevölkerung gegen die Invasion der Weißen Armee aus dem Nordkaukasus zu erhalten. Die Weiße Armee kämpfte sowohl gegen die Bolschewisten als auch gegen die deutschen Besatzer und erhielt moralische und physische Unterstützung durch die Triple Entente. Sulkiewicz trat eine knappe Woche vor der deutschen Evakuierung der Krim ab. Die russischen und ukrainischen politischen Führungspersonen gründeten am 16. November eine neue Regierung, in der die Tataren benachteiligt waren. Am 22. November überquerte die Weiße Armee die Straße von Kertsch. Ab dem 25. November 1918 wurden Truppen der Entente in der Krim stationiert und eine anti-bolschewistische Regierung unter Solomon Krym, einem Krimkaräer und ehemaligem Mitglied der KD, eingesetzt. Im Dezember 1918 organisierten die Tataren Massendemonstrationen in Jalta, Jewpatorija, Feodossija und Simferopol. Solange die Russen die Kontrolle hatten, gab es jedoch keine Hoffnung auf eine unabhängige tatarische Regierung. Die Bolschewisten besetzten die Krim ab dem 2. April 1919 erneut und verloren sie im Februar 1920 an die Weiße Armee unter General Denikin. Im April 1920 ging die Kontrolle der Krim an den General der Weißen Armee Pjotr Wrangel über. Am 16. November 1920 eroberten die Bolschewisten die Krim zum dritten Mal. Sie setzten eine Regierung unter Béla Kun ein, die ab dem 20. Februar 1921 Michail Poljakow übernahm. Vom 18. Oktober 1921 bis zum 30. Juni 1945 bestand auf der Krim die Autonome Sozialistische Sowjetrepublik der Krim.
Zum 103. Jahrestag der Übergabe der Schwarzmeerflotte an die Ukrainische Volksrepublik wurde 2021 in Mariupol die Flagge der Ukrainischen Seestreitkräfte gehisst.